# 琉球山螞蝗
琉球山螞蝗（学名：Hylodesmum laterale）为豆科圓菱葉山螞蝗屬下的一个种。

## 分布
琉球山螞蝗分布中國大陸、日本與琉球……等地。臺灣則見於全島中低海拔山地。